# ドレスデン音楽大学
ドレスデン・カール・マリア・フォン・ウェーバー音楽大学（独：Hochschule für Musik Carl Maria von Weber in Dresden
）は、ドイツのドレスデンにある国立の音楽大学である。ドレスデン音楽大学、ドレスデン国立音楽大学とも呼ばれる。現在約600人の学生が在学しており、30%近くの学生はヨーロッパや東アジアからの留学生である。水準の高い教育を実践しており、毎年、2000人を越える志願者からおよそ160人が選ばれて入学する。

## 概要
1856年に、ドレスデンのオーケストラの演奏者を育成する音楽学校として創設された。ハイレベルな音楽教育機関へと発展し、1959年に現行の大学となった。年間、300本を超えるコンサートやオペラが開催されることでも有名である。専攻は、器楽、声楽、ピアノ、指揮（オーケストラ、合唱、コレペティション）、作曲、音楽理論、伴奏など、クラシック分野のコースはもちろん、ジャズ・音楽教育学、音楽学といったジャンルで学士、修士、ディプロマの取得コースを提供。音楽学、音楽教育、音楽理論では博士取得コースも提供。
ドレスデンには、シュターツカペレ・ドレスデンとドレスデン・フィルハーモニーの２大オーケストラが拠点を置いており、音楽大学との協力関係にある。著名な卒業生にボリス・ブラッハー、ハルトムート・ヘンヒェン、オット・ローゼ、コニー・バウアーなどがおり、音楽界の第一線で活躍している。日本人では、指揮者の太田雅音、齋藤友香理、ピアニストの大坪健人が同大学院を修了している。